# Uniwersytet Konstantyna Filozofa w Nitrze
Uniwersytet Konstantyna Filozofa w Nitrze (słow. Univerzita Konštantína Filozofa v Nitre, ang. Constantine the Philosopher University in Nitra; skrótowiec: UKF) – słowacka uczelnia wyższa z siedzibą w Nitrze.
W 1959 powstał w Nitrze Instytut Pedagogiczny (Pedagogický inštitút), na którego miejscu powstał w 1964 roku Wydział Pedagogiczny (Pedagogická fakulta). Uniwersytet Nitrzański (Nitrianska univerzita) powstał w 1992 roku w wyniku połączenia Wydziału Pedagogicznego z Wyższą Szkołą Rolniczą – w tym samym roku został on jednak rozdzielony na Wyższą Szkołę Rolniczą i Wyższą Szkołę Pedagogiczną. Obecna nazwa pochodzi z 1996 roku, kiedy to Wyższa Szkoła Pedagogiczna w Nitrze przemianowana została na uniwersytet.
Uczelnia posiada następujące wydziały:
- Wydział Nauk Przyrodniczych (Fakulta prírodných vied)
- Wydział Nauk Społecznych i Nauk o Zdrowiu (Fakulta sociálnych vied a zdravotníctva)
- Wydział Studiów Środkowoeuropejskich (Fakulta stredoeurópskych štúdií)
- Wydział Filozoficzny (Filozofická fakulta)
- Wydział Pedagogiczny (Pedagogická fakulta)